# Enicosanthum paradoxum
Enicosanthum paradoxum là loài thực vật có hoa thuộc họ Na. Loài này được Becc. mô tả khoa học đầu tiên năm 1871.